# Lisa Joy
Lisa Joy és una guionista, directora, productora i advocada americana. Més coneguda com la cocreadora, escriptora, directora i productora executiva de la sèrie de televisió de ciència-ficció d'HBO, Westworld (2016–present). Degut a la seva feina per la sèrie, ha rebut múltiples nominacions als Premis Emmy. Altres feines remarcables seves, inclouen la sèrie de comèdia dramàtica de fantasia Pushing Daisies publicada per ABC (2007–2009), i la sèrie de crim Burn Notice (2009–2011), publicada per la Usa Network.

## Primers anys de vida
Lisa Joy va néixer a Nova Jersey. Els seus pares, ambdós immigrants. el pare és Anglès i la seva mare Taiwanesa.
Joy es va graduar a la Universitat Stanford i va treballar com a consultora a McKinsey & Company a Los Angeles abans d'assistir a la Harvard Law School. Joy es va graduar l'any 2009 i va exercir a Califòrnia prèviament a la seva carrera dins l'entreteniment.

## Carrera
Mentre es preparava per a l'examen bar, Joy va entregar un guió de mostra a ABC per a la sèrie Pushing Daisies, una comèdia dramàtica de fantasia. El 2007, un amic va passar-li el guió a un productor televisiu, ajudant-la a aconseguir la feina dins l'equip de guionistes. Va esdevenir l'única escriptora a la sèrie Burn Notice de la USA Network. Més tard va passar a ser la coproductora de les sèries.
El 2016, Joy cocrea la sèrie de ciència-ficció d'HBO Westworld i hi treballa com a coproductora durant sis temporades. El focus principal de la sèrie es basa en "un parc temàtic futurista que ha anat malament i els robots comencen a rebel·lar-se contra els éssers humans". La sèrie va tenir una gran acollida i va esdevenir una de les més populars a la televisió. Degut a la seva feina a la sèrie, Joy va guanyar nomenaments com el Premi Emmy Primetime per a la Millor Sèrie de Drama i també el premi al Premi Emmy Primetime per al Millor Guió d'una Sèrie de Drama, entre d'altres.
Joy, juntament amb el seu marit Jonathan Nolan, va signar un nou contracte amb Amazon per escriure i produir una sèrie per a l'empresa. El contracte ascendeix a 150$ milions de dòlars per cinc anys. Com a part del contracte, Joy i Nolan van ser nomenats productors executius en una sèrie de ciència-ficció The Peripheral i en una adaptació del videojoc post-apocalíptic Fallout.
El debut cinematogràfic de Joy, Reminiscence, va ser estrenat als cinemes d'Estat Units per la Warner Bros. Pictures el 20 d'agost de 2021.

## Vida personal
Joy es va casar amb el guionista Jonathan Nolan, el germà més jove del director Christopher Nolan. Els dos es van conèixer a la premiere de la pel·lícula del gran dels Nolan, Memento.
Joy i Nolan tenen dos nens, una filla i un fill.

## Filmografia

### Pel·lícules
| Any  | Títol         | Com a     | Com a     | Com a      | Notes                |
| Any  | Títol         | Directora | Guionista | Productora | Notes                |
| ---- | ------------- | --------- | --------- | ---------- | -------------------- |
| 2021 | Reminiscència | Sí        | Sí        | Sí         | Debut cinematogràfic |

### Televisió
| Any          | Títol           | Com a     | Com a      | Com a      | Notes                  |
| Any          | Títol           | Directora | Escriptora | Productora | Notes                  |
| ------------ | --------------- | --------- | ---------- | ---------- | ---------------------- |
| 2007–2009    | Pushing Daisies | No        | Sí         | No         | 3 episodis             |
| 2009–2011    | Burn Notice     | No        | Sí         | Sí         | 19 episodis            |
| 2016–present | Westworld       | Sí        | Sí         | Executiva  | Cocreadora 28 episodis |
| TBA          | The Peripheral  | No        | No         | Executiva  | Filmant                |
| TBA          | Fallout         | No        | Sí         | Executiva  | En breu                |
| TBA          | The Son         | No        | Sí         | Executiva  | En breu                |

## Premis i nominacions
| Any  | Associació                                 | Categoria                                       | Feina           | Resultat | Ref.   |
| ---- | ------------------------------------------ | ----------------------------------------------- | --------------- | -------- | ------ |
| 2008 | Premis del Gremi de Guionistes d'Amèrica   | Millor Sèrie de TV Nova                         | Pushing Daisies | Nominada | [ 13 ] |
| 2016 | Premis Rondo Hatton per Clàssics de Terror | Millor Presentació Televisiva                   | Westworld       | Nominada | [ 13 ] |
| 2017 | Premis del Gremi de Guionistes d'Amèrica   | Millor Sèrie Nova                               | Westworld       | Nominada | [ 13 ] |
| 2017 | Premis del Gremi de Guionistes d'Amèrica   | Millor Sèrie Dramàtica                          | Westworld       | Nominada | [ 13 ] |
| 2017 | Premis del Gremi de Productors d'Amèrica   | Millor Episodi de Drama                         | Westworld       | Nominada | [ 13 ] |
| 2017 | Premis d'Or Derby                          | Episodi de Drama de l'Any                       | Westworld       | Nominada | [ 13 ] |
| 2017 | Premis Dragon                              | Millor Sèrie de TV de Ciència-Ficció o Fantasia | Westworld       | Nominada | [ 13 ] |
| 2017 | Premis Edgar Allan Poe                     | Millor Episodi en una Sèrie de TV               | Westworld       | Nominada | [ 13 ] |
| 2017 | Premis Emmy Primetime                      | Millor Sèrie de Drama                           | Westworld       | Nominada | [ 13 ] |
| 2017 | Premis Emmy Primetime                      | Millor Guió per una Sèrie de Drama              | Westworld       | Nominada | [ 13 ] |
| 2018 | Premis Emmy Primetime                      | Millor Sèrie de Drama                           | Westworld       | Nominada | [ 13 ] |